# Dumas, Arkansas
Dumas là một thành phố thuộc quận Desha, tiểu bang Arkansas, Hoa Kỳ. Năm 2010, dân số của thành phố này là 4706 người.

## Dân số
- Dân số năm 2000: 5238 người.
- Dân số năm 2010: 4706 người.